# 央華封神RPG
『央華封神RPG』（おうかほうしんRPG）は、古代中国風のファンタジー世界・央華（おうか）において仙人となって遊ぶ、日本のテーブルトークRPGである。グループSNEがデザインしており、世界デザインは友野詳、システムデザインは清松みゆきが担当している。初版は1994年7月25日にメディアワークスから出版された。
システムは基本的には6面体ダイス2個を使って目標値以上を出せば成功という、いわゆる2d6の上方判定ロールである。
関連作品に、トレーディングカードゲームの『央華封神TCG』、デザイナーの友野詳による小説とそれを基にしたドラマCD、栗橋伸祐によるコミック、ドリームキャスト版のコンピューターゲームがある。

## 世界観
中国の小説『封神演義』の世界が下敷きとなっており、舞台は古代中国風のオリジナル世界、央華である。
五行思想に基づく、陰陽の気のめぐりが重要である、仙人は戒律に縛られるなど、特徴的な設定はされているが、遊びやすさのために実際の道教の思想や陰陽思想とは違い、央華独自の設定がなされている。
プレイヤーたち仙人は、悪事を行う妖怪や邪仙（悪の道を歩む仙人）を退治するために旅に出ており、央華独特の設定を用いた謎解きや、さまざまな仙術・仙宝を使った妖怪との戦闘シーンが繰り広げられることとなる。

## システム
本作は特徴的なシステムが多数採用されている。そのうち幾つかを解説する。

### 徳値
プレイヤーキャラクター (PC) である仙人たちは、徳を積み寿命を延ばすために修行し、旅に出て困っている人々を助け、悪い妖怪を退治している。
徳とは本作の経験点とヒーローポイントに当たる数値であり、消費する事で成長を行う事ができる。しかし徳値が0を下回った場合、力を制御する事が出来なかったとして「邪仙化」してしまい、その後ゲームに使用する事が出来なくなる（敵対的NPC化）。
あくまで徳値は消費するものであるため、PCを無理に成長させすぎたり、後述する徳値減少行為等を多用していると、すぐに邪仙化の憂き目にあってしまう。
徳は善行を積む事で得る事ができる。従ってPCは成長するため積極的に善行を積む必要がある事から、本作は「健全なTRPG」と呼ばれる事がある。
徳値を得る事でPCの「寿命」が伸びて行くというシステムも、珍しい特徴である。寿命は後述の仙宝の獲得に使用する。

#### 徳値の減少
次の場合、徳値が減少する。
- 特定の仙術や仙宝、師匠の一筆を使用した場合。
- 裏成功の判定の結果、徳値の減少が発生した場合。

### ダメージブロック式耐久システム
本作で特徴的なのは、キャラクターの耐久値をダメージブロックという図表記であらわした、通称「テトリス・システム」と呼ばれる耐久値システムである。
キャラクターはそれぞれ、「生命値」個分のダメージブロックを複数列（PC作成時1 - 3列。成長する）持っている。受けたダメージの分だけこのブロックを塗りつぶし、列が埋まってしまったら死亡するわけであるが、「1度に受けたダメージは、必ず1列に適用しなければならない」というルールが存在する。
このため、キャラクターの成長速度に対して「一撃に対する耐久度」はさほど高くならず、大ダメージを受けると簡単に死亡してしまうバランスになっている。その代わり蘇生も他のゲームに比べればかなり簡単に行う事ができるが、多くの場合徳が減少してしまう。

### 裏成功
判定の際に使用するダイス目が気に入らなかった際、「ダイスをひっくり返す」事で、裏の目を判定に使用できるシステム。最初期では計算ルールがあったが、読者からの提案があり処理の簡便化のためにこのように改定された。なお、ごくまれに裏表の和が7にならないダイスがあるが、このルールは和が7になるダイスでしか使用できない。
裏成功によって判定を成功させると、様々なデメリット（運がよければメリット）が発生する可能性がある。重大なデメリットとしては武器の破損や、徳値が減少するなどして邪仙化に近づいてしまうと言ったケースがある。
このシステムにより、デメリットさえ気にしなければ判定の成功率自体は高いが、邪仙等の敵も使用してくることがある。PCに比べ敵はデメリットを気にする必要が殆ど無いため、邪仙は強力な存在である。
気の流れを操って行う行為とされ、一般の人間や低級の鬼等の「雑魚敵」は、ゲーム処理の簡便化のためにも使用しない方が良いとされている。

### 洞統
PCは全員が仙人（一般的なTRPGにおける魔法戦士に相当）であるため、キャラクターは「洞統」と呼ばれる仙術系統で役割分担される。これが一般的なTRPGにおける「クラス」に相当する。洞統は大別して以下の八種あり、PCはどの洞統に所属しているかを必ず決めねばならない。
五遁（ごとん）
五行思想における万物の源である、木火土金水の五行を操る（実際の五行とは多少異なった設定の部分もある）。初め五行のうちの一つから習得し、他の行はそこから相生の順に習得できる。
変化・幻術（へんげ・げんじゅつ）
自他の姿を変えたり、幻を作り出したりする。高度な術なら、幻といえどかかった者にとって実体を伴う。
召鬼（しょうき）
鬼（き）を呼び出し力を借りる。鬼とは日本語の「おに」ではなく、死者の霊、気から作られた使鬼（しき）、天界や冥界の住人といった、霊的存在を指す。
長嘯（ちょうしょう）
声楽や器楽によって生物や自然現象を呼び寄せ、力を借りる。
風水・卜占（ふうすい・ぼくせん）
周囲の気の流れから空間や時間の法則を読み取り、利用する。
禁呪（きんじゅ）
事物の性質を禁じ、特定の行為を封じたり存在自体を消滅させたりする。
巫蠱（ふこ）
丹薬（たんやく、超自然的効果を持つ薬剤）を調合したり、使役獣（しえきじゅう、特殊能力を持つ動物）を作り出したりする。
厭魅・厭勝（えんみ・えんしょう）
相手の体の一部や似せた人形を使って禍福をもたらしたり、模型に実物と同じ能力を持たせたりする類感呪術・感染呪術のたぐいを行う。
PCは自分の習得する洞統に応じた「仙術」を習得していく他、装備品や道具も洞統に応じた物を入手することができる。これは本作以前にグループSNEが制作した、ガープス・ルナルと酷似しており、それをさらに推し進めた形になる。
仙人は師弟関係を結ぶのが常とされ、PCには必ず唯一の師匠（高レベルの仙人）が存在する。師匠は弟子にとって保護者のような存在であり、奉仕する事で仙宝を授けてくれる他、弟子に使命を与えたり、時には救いの手を差し伸べる事もある。PC1人に対し必ず保護者がついているというシステムは極めて特徴的である。
師匠が必ず存在するため、セッションでPCが死亡してしまった、どうしようもなくなってしまった、等という場合には師匠に頼るという行動が取れる。この際は、「師匠の一筆」というアイテムを使用する必要があり、使用すると徳が1点減少することで、バランスが取られている。

### 仙術
本作における魔法である仙術は、使用の際特定のリソース（MPや精神点等と言った物）を消費する必要なく、時間が許せば何回でも使用する事が出来る。
「成功するまで何回も仙術を使う」「何回も術を使用して効果を高める」と言った行為は予めシステム上想定されており、不要な判定を省くことができる。戦闘時のような緊急を要する際にのみ判定を行う事になる。
仙術は全ての洞統で予め準備されており、システム上「覚える」と言った行為は必要にならない。このため、PCは初期状態からそれなりの数の仙術を使用する事ができる。ただし、PCのレベルに対してあまりに高度な仙術は、成功判定に絶対に成功しないため実質的に使用不可能になっている。

### 仙宝
仙宝とは、仙人が使用する不思議な道具の事で、本作では装備品やアイテムとして位置づけられている。基本的にゲームデータを持つアイテムとは全て仙宝に当たる。これは一般の文明レベルが仙人の技術力に遠く及ばないため、仙人が使用するような有用な道具は一般社会に殆ど無いからである（本作の文明レベルは貨幣経済すら未発達で、武具は青銅器が一般的、紙等も希少・高価である）。
仙宝は師匠より授けられる事が基本で、規定の期間師匠に奉仕する事で手に入れる事ができる。これをリプレイ等では「師匠の肩をもむ」等と喩えられている。仙宝を自作するルールもあり、この際も特定の期間を費やす必要がある。
仙宝を入手する為の消費リソースはPCの時間、つまり「寿命」である。一般的な仙宝は9か月、強力な仙宝は9年というのが一般的である。
装備品の入手に明確な期間が定められていることから、キャンペーン等を行う際には、セッションとセッションの間がゲーム内で軽く数十年経っていた、というケースも珍しくない。しかし技術発展が緩やかな世界なので、住民の世代交代はあっても世界の文明レベルはほとんど変化しない。
仙宝は即座に取り出せる（装備している）状態にできる数に制限があり、これを「袖に入れている」と表現する。袖に入れていない仙宝について所持数制限は無いが、使用する場合、判定を行うか、1ラウンドかけて荷物から取り出す必要がある。

## ルールブック等

### ルールブック
- 清松みゆき・友野詳 『央華封神ルールブック(1) プレイヤーブック』 電撃ゲーム文庫、ISBN 4-07-301598-2
- 清松みゆき・友野詳 『央華封神ルールブック(2) ゲームマスターブック』 電撃ゲーム文庫、ISBN 4-07-301581-8
- 清松みゆき・友野詳・グループSNE 『央華封神RPG』

ルールブックの第2版。2001年4月10日メディアワークスから発売された。判型はA4判。、ISBN 4-8402-1624-X
- 『央華封神RPG第3版』

同人サークルらいとぶりんがあによる第3版。グループSNE 公認の下で（後述）、2005年12月30日に発売された。

### サプリメント
- 清松みゆき・友野詳 『悪に怒りを燃やすとき! - 央華封神シナリオ集』 電撃ゲーム文庫、ISBN 4-07-303516-9
- 清松みゆき・友野詳 『央華を渡る風 - 央華封神シナリオソースブック』 電撃ゲーム文庫、ISBN 4-07-303841-9
- 清松みゆき・友野詳 『央華封神を遊ぶ本 - シナリオ&拡張ブック』 電撃ゲーム文庫、ISBN 4-07-302617-8

### リプレイ
- 友野詳・グループSNE 『央華封神リプレイ集(1) 妖怪どもをぶっとばせ!』 電撃ゲーム文庫、ISBN 4-07-303114-7
- 友野詳・グループSNE 『央華封神リプレイ集(2) 空の果てまで翔んでいけ! シナリオソースブック』 電撃ゲーム文庫、ISBN 4-07-304237-8
- 加藤ヒロノリ・グループSNE 『男、央華に立つ! - 央華封神リプレイ立志編』 電撃ゲーム文庫、ISBN 4-07-309453-X

## 第三版ルールブックの同人出版について
本作は、電撃ゲーム文庫による文庫形式での出版が途絶えて以降、ユーザーサポートも途絶えがちになっていた。
原作者もサポートの継続に意欲は見せていたが、出版社との折り合いもありサポートの継続は難しいという状況が長く続いた。
このような状況を聞いた有志のTRPGサークル（原作者を招いて本作オンリーコンベンションを行う程の本作のファン）が、同人製作という形で第三版ルールブックを製作、原作者に持ち込み快諾を貰う形で、異例の原作者公認・同人出版が実現した。
第三版ルールブックはコミックマーケットによる配布や通販等を通じて頒布されたが、一部専門店、ホビーショップ等は独自に入手したものを販売しているケースもある。

## 派生作品
ゲーム
- 央華封神TCG（メディアワークス、トレーディングカードゲーム）
- 央華封神 央華咲きし刻（メディアワークス／ESP、ドリームキャスト用ソフト）

小説
- 小説 央華封神（電撃文庫、著：友野詳）
  1. 燃える星の宿命
  2. 蒼い風のきらめき
  3. 輝ける雪嶺の彼方
  4. 打ち砕く鋼の進撃
  5. 星の扉を開くとき
- 小説 央華封神外伝　龍、蒼天に浮かぶ（電撃文庫、著：友野詳）
- 央華封神 武争篇（電撃文庫、著：友野詳）
  1. 雷鳴とどろく都
  2. 嘆きの声が響く空
  3. 恐れを知らぬ刃の心
  4. 白妖の奏でる凱歌
  5. 希望に燃えろ太陽
- 央華列仙伝　夜明け色の絆（電撃文庫、著：友野詳）

漫画
- 央華封神（電撃アドベンチャーズ、原案：友野詳、作画：栗橋伸祐）全2巻

ドラマCD
- 央華封神 星の娘、目覚める（EMIミュージック・ジャパン）
- 央華封神 星の娘、空を目指す!（EMIミュージック・ジャパン）前後編